# Jota Silva
João Pedro Ferreira Silva (Melres, 1 de agosto de 1999), más conocido como Jota Silva, es un futbolista portugués que juega en la demarcación de extremo para el Nottingham Forest F. C. de la Premier League.

## Selección nacional
Hizo su debut con la selección absoluta de Portugal el 21 de marzo de 2024 contra Suecia en un partido amistoso que finalizó con un resultado de 5-2 a favor del combinado portugués tras los goles de Rafael Leão, Matheus Nunes, Bruno Fernandes, Bruma y Gonçalo Ramos para Portugal, y de Viktor Gyökeres y Gustaf Nilsson para Suecia.

## Clubes
| Club                        | País       | Año       | Partidos | Goles |
| --------------------------- | ---------- | --------- | -------- | ----- |
| U. D. Sousense              | Portugal   | 2016-2017 | 4        | 0     |
| F. C. Paços de Ferreira "B" | Portugal   | 2017-2018 | 2        | 0     |
| U. D. Sousense              | Portugal   | 2018-2019 | 35       | 15    |
| S. C. Espinho               | Portugal   | 2019-2020 | 30       | 14    |
| Leixões S. C.               | Portugal   | 2020-2021 | 13       | 2     |
| Casa Pia A. C.              | Portugal   | 2021-2022 | 56       | 16    |
| Vitória S. C.               | Portugal   | 2022-2024 | 83       | 20    |
| Nottingham Forest F. C.     | Inglaterra | 2024-     | 36       | 4     |